# Liste de fortifications en Allemagne
Liste de fortifications en Allemagne.

## Bade-Wurtemberg
- Bundesfestung Rastatt
- Bundesfestung Ulm, Ulm et Neu-Ulm (Bavière) avec 55 ouvrages
- Freudenstadt im Schwarzwald
- Hellenstein bei Heidenheim
- Hohenneuffen bei Neuffen
- Hohentwiel bei Singen
- Hochburg
- Isteiner Klotz (Westwall)
- Kehl
- Neckar-Enz-Stellung
- Offenburg

## Basse-Saxe
- Burg Bentheim
- Insel Borkum
- Cuxhaven
- Emden
- Göttingen
- Hameln
- Meppen
- Oldenburg
- Stade
- Wilhelmstein im Steinhuder Meer
- Vechta
- Wilhelmshaven
- Schloss Wolfenbüttel

## Bavière
- Fürth
- Ingolstadt
- forteresse de Marienberg (près de Wurtzbourg)
- Nuremberg
- Rothenberg bei Schnaittach
- Forchheim
- Lichtenau
- Passau
- Plassenburg ob Kulmbach
- Rosenberg ob Kronach près de Kronach
- Veste Cobourg
- Wülzburg bei Weißenburg in Bayern
- Burghausen

## Berlin
- Berlin : mur de Berlin
- Spandau : citadelle
- Fort Hahneberg

## Brandenbourg
- Fort Gorgast, bei Seelow

## Brême
- Stadtumwallung Bremen
- U-Boot-Bunker Valentin

## Hambourg
- Hamburger Wallanlagen
- Hamburg-Harburg

## Hesse
- Friedberg
- Mainz-Gustavsburg
- Ziegenhain (Nordhessen)
- Königstein im Taunus

## Mecklembourg-Poméranie occidentale
- Festung Dänholm, Dänholm
- Festung Dömitz, Dömitz
- Festung Spantekow
- Stralsund

## Rhénanie-du-Nord-Westphalie
- Aliso
- Coesfeld
- Cologne avec double ceinture de forts détachés
- Detmold
- Dorsten
- Düsseldorf
- Fossa Eugeniana
- Geldern
- Juliers : enceinte urbaine et citadelle ;
- Lippstadt
- Minden avec gare fortifiée et fort détaché
- Moers
- Münster
- Neuss
- Château de Nordkirchen
- Ochtrup
- Orsoy
- Rheinberg
- Sparrenburg in Bielefeld
- Tecklenburg
- Wesel avec citadelle, porte de Berlin, fort Blücher, fort I et fort Fusternberg
- Feste Zons

## Rhénanie-Palatinat
- Germersheim et le Fronte Beckers
- Festung Koblenz
  - Ehrenbreitstein
- Bundesfestung Landau (Forteresse de Landau)
- Bundesfestung Mainz (Forteresse Mayence) avec Citadelle de Mayence, Fort Weisenau et Fort Meunier
- Mont Royal über Traben-Trarbach
- Regierungsbunker im Ahrtal (Dienstelle Marienthal)
- Rheinfels über St. Goar
- Burg Neuerburg über Neuerburg
- Landau

## Sarre
- Homburg
- Saarlouis
- Spichern-Stellung

## Saxe
- Festung Königstein en Sächsischen Schweiz (Suisse saxonne)
- Burg Stolpen, Stolpen
- Sonnenstein über Pirna

## Saxe-Anhalt
- Château de Mansfeld
- Regenstein
- Magdeburg et Eisenbahntor (porte du chemin de fer)

## Schleswig-Holstein
- Danewerk/Schleswig
- Friedrichsort/Kiel
- Citadelle Gottorp
- Heligoland : seefestung (fortifications maritimes) et abris pour U-Boot
- Travemünde
- Lübeck
- Festung Rendsburg

## Thuringe
- Festung Petersberg, Erfurt
- Festung Heldrungen

## Fortifications traversant plusieurs Länder
- Ligne Siegfried
- Limes romain en Allemagne de Coblence sur le Rhin à Ratisbonne sur le Danube
- Mur de Berlin
- Orscholzriegel en Rhénanie-Palatinat et en Sarre (partie du Westwall)
- Wetterau-Main-Tauber-Stellung
- Westwall de Clèves à Bâle